# Acronychia trifoliolata
Acronychia trifoliolata är en vinruteväxtart som beskrevs av Zoll. & Mor.. Acronychia trifoliolata ingår i släktet Acronychia och familjen vinruteväxter.

## Underarter
Arten delas in i följande underarter:
- A. t. ampla
- A. t. microcarpa